# Aba (naïade)
Pour les articles homonymes, voir Aba.
Dans la mythologie grecque, Aba (en grec ancien Ἄβα) est une nymphe aimée de Poséidon, auquel elle donna un fils, Ergiscos (en), le héros éponyme de la ville thrace d’Ergiscé, aujourd'hui Çatalca. Son nom a été rapproché d’Aristote, cité par Strabon X.1.3, qui fait des Abantes d’Eubée une peuplade d’origine thrace. On suppose qu'Aba est une fille du fleuve Évros (Ἕβρος).